# Incidente dell'Antonov An-26 dell'Aeronautica militare ucraina del 2020
Il 25 settembre 2020, un Antonov An-26Sh dell'Aeronautica militare ucraina si è schiantato durante un volo di addestramento a Čuhuïv, nell'Oblast' di Charkiv, in Ucraina. Delle 27 persone a bordo, solo una è sopravvissuta. L'aereo, che aveva il numero di coda 76 e apparteneva alla 203ª Brigata di addestramento dell'aviazione (unità militare A4104), è andato distrutto.
Secondo un'indagine ufficiale del governo, l'incidente è stato causato sia da errori del pilota che da malfunzionamenti tecnici dell'aereo.

## L'aereo
L'Antonov An-26Sh (numero di coda 76, numero di serie 56-08, prodotto il 21 ottobre 1977) aveva accumulato un tempo di volo totale di 5 985 ore e aveva effettuato 3 450 atterraggi. Nel luglio 1996 era stato ristrutturato presso l'Aircraft Repair Plant 41 di Kiev.
Dopo la riparazione aveva volato per 1 800 ore ed effettuato 2 160 atterraggi. Per gli aerei di questo tipo, il limite di vita utile è fissato a 20 000 ore di volo o 14 000 atterraggi. Nell'agosto 2020, sotto la supervisione degli specialisti di Antonov, la vita utile era stata prolungata fino al 21 giugno 2022 e la successiva revisione sarebbe dovuta avvenire nel luglio 2022. Sull'aereo erano installati motori AI-24VT. La vita utile del motore destro (prodotto nel quarto trimestre del 1974) prima della successiva riparazione era fino all'11 ottobre 2020, mentre il sinistro (rilasciato nel dicembre 1977) fino al 5 giugno 2021.
L'aereo era pronto al volo e non erano previste riparazioni importanti per il 2020. Le informazioni sul sito web degli appalti pubblici Prozorro, pubblicate nel luglio 2020, sulla conclusione del contratto per la riparazione dell'aereo, uno dei quali era l'An-26Sh con numero di coda 76, si riferivano al lavoro eseguito da Antonov in toto e Antonov aveva esteso la vita utile dell'aereo di due anni.

## Incidente

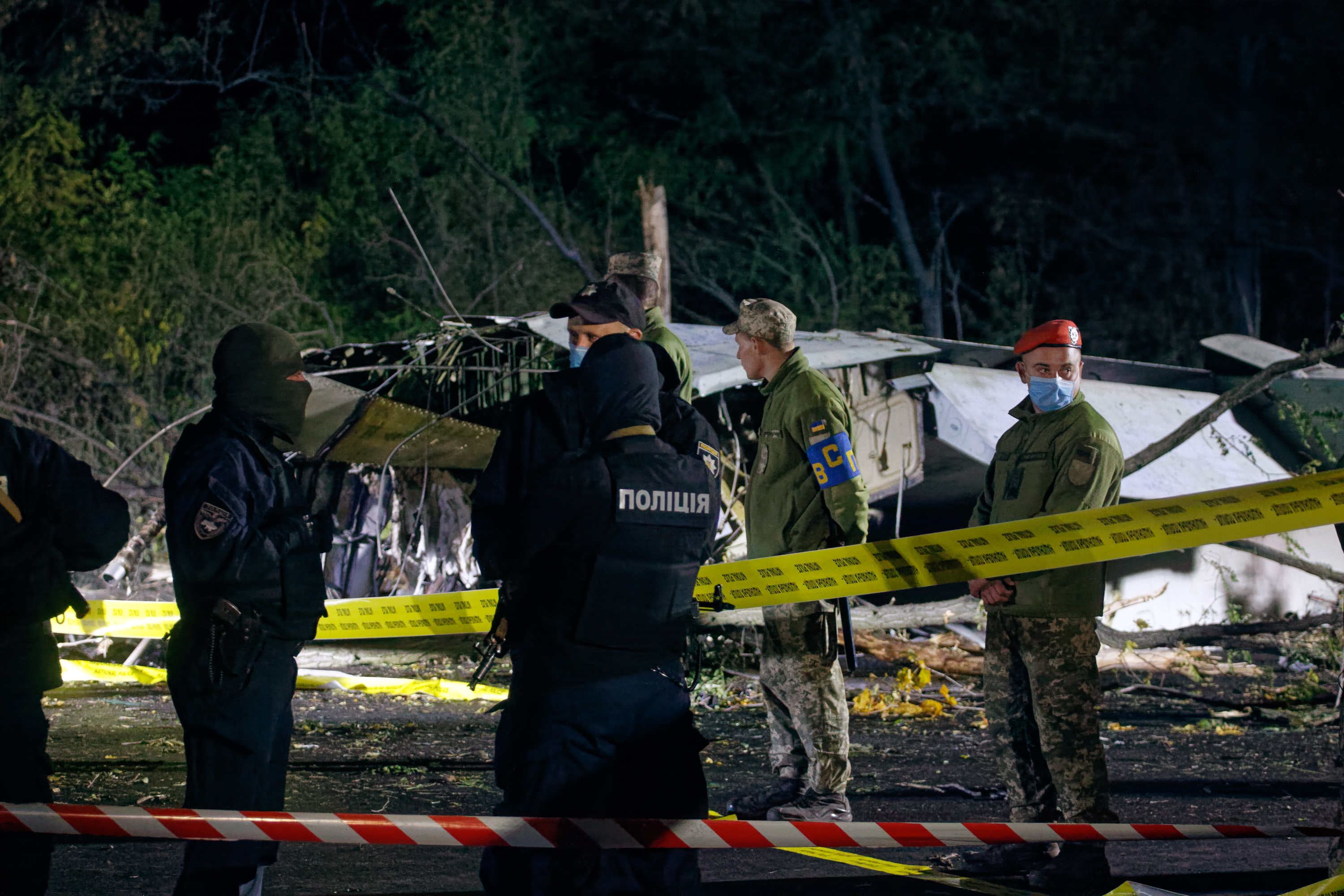
Il luogo dello schianto.

A partire dalle 18:50 ora locale del 25 settembre 2020 si stavano svolgendo voli di addestramento su un Antonov An-26Sh dei cadetti di volo e di navigazione dell'Università Nazionale dell'Aeronautica Ivan Kozhedub per acquisire competenze nel volo e nel pilotaggio degli aerei. I voli stavano andando secondo i piani e dovevano durare fino alle 22.50. Prima dell'incidente, l'aereo aveva effettuato sei decolli e cinque atterraggi con successo.
L'equipaggio era composto da 7 persone e comandato da Bohdan Kyshenia, un pilota istruttore. I cadetti si sedevano a turno sul sedile destro (quello del copilota) per acquisire le capacità di pilotaggio.
Secondo i dati ufficiali, gli eventi prima dell'incidente si sono così svolti:
- Alle 20:35, l'aereo è decollato dalla base aerea e ha iniziato a volare secondo il programma stabilito.
- Alle 20:38, l'equipaggio ha notato un calo di pressione nel sensore di coppia del motore sinistro, che è stato segnalato al controllore del traffico aereo; dopo di che gli è stato ordinato di atterrare.
- Alle 20:40, l'equipaggio ha fatto richiesta di atterraggio, ma poiché in quel momento era in corso l'imbarco di un altro aereo, ha ricevuto il permesso di atterrare un minuto dopo.
- Alle 20:43, l'aereo ha superato il radiofaro dell'aeroporto, ha preparato i flap e il carrello d'atterraggio, ha iniziato la discesa e ha comunicato di essere pronto ad atterrare.
- Alle 20:45, durante l'avvicinamento, l'aereo ha perso quota ed è entrato in collisione con il suolo a una distanza di circa 1.500 metri dalla pista della base aerea. Successivamente, la fusoliera ha preso fuoco.

L'aereo è precipitato vicino all'autostrada M03 Kyiv-Kharkiv-Dovzhansky. L'incendio è stato spento alle 21:55 dalle brigate del Servizio di Emergenza dello Stato e da altre unità del Ministero degli Affari Interni giunte sul posto. Durante l'incidente, l'aereo ha quasi colpito una delle auto che viaggiavano sull'autostrada. I conducenti e i passeggeri hanno prestato i primi soccorsi alle persone sopravvissute all'incidente: uno di loro era in fiamme, spente poi con un estintore, mentre l'altro aveva una ferita alla testa e un taglio alla gamba, ma era cosciente e riusciva a parlare. Testimoni oculari hanno riferito che alcuni cadetti si erano lanciati senza paracadute.
A bordo c'erano 27 persone: 20 cadetti dell'Università Nazionale dell'Aeronautica Ivan Kozhedub e sette ufficiali. Un cadetto non è stato autorizzato a salire sul volo all'ultimo momento. Sul luogo dell'incidente sono stati trovati 25 corpi. Due cadetti sono sopravvissuti all'incidente, ma uno di loro, avendo ricevuto ustioni sul 90% del corpo, è morto il 26 settembre all'ospedale di Charkiv. Nell'incidente sono morte in totale 26 persone, 19 cadetti e sette membri dell'equipaggio. I corpi erano gravemente ustionati e mutilati, e per identificarli è stato necessario un esame del DNA che ha richiesto 2-3 settimane.

## Le indagini

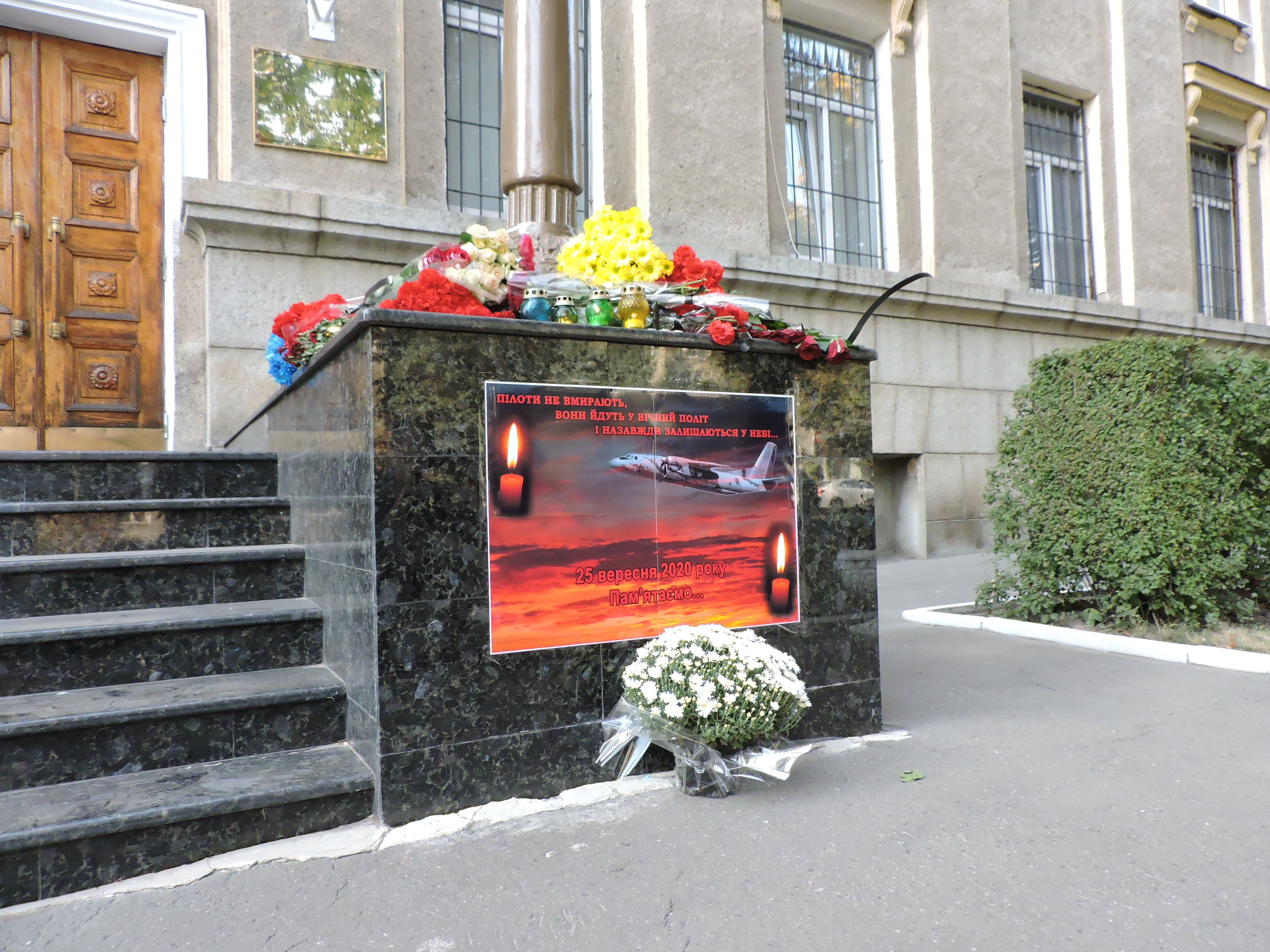
Il memoriale costruito in memoria delle vittime dell'incidente.

Lo State Bureau of Investigation (DBR) e l'Ufficio del Procuratore generale hanno avviato un'indagine sull'incidente dell'aereo militare per violazione delle regole di volo e della loro preparazione, che ha causato una catastrofe e gravi conseguenze (articolo 416 del Codice penale dell'Ucraina).
L'Ufficio di Stato per le indagini ha considerato come probabili cause dell'incidente: un malfunzionamento tecnico, un errore del pilota, errori nel controllo del volo e una manutenzione impropria.
Sul luogo dell'incidente, la DBR ha avviato le azioni investigative con il coinvolgimento di specialisti del settore: in totale hanno partecipato 50 investigatori e sono stati ordinati più di 50 esami. Entrambi i registratori di volo sono stati recuperati. I rottami di grandi dimensioni dell'aereo sono stati trasportati dal luogo dell'incidente a un sito speciale sul territorio della 203ª Brigata di addestramento dell'aviazione per essere esaminati dagli specialisti.
Al momento dell'indagine, i responsabili dell'organizzazione e della conduzione dei voli di addestramento sono stati rimossi dall'incarico.
Il 28 ottobre la commissione governativa ha annunciato che erano state individuate le seguenti cause:
- mancanza di controllo sull'organizzazione dei voli da parte dei funzionari dell'Università dell'Aeronautica di Kharkiv;
- violazioni sistematiche delle regole di volo presso l'università;
- insufficiente preparazione dell'equipaggio a situazioni particolari;
- troppi decolli in serie (al momento dell'incidente era stato effettuato il sesto volo di fila);
- guasto al sistema di controllo del motore;
- violazione del programma di volo.

Il 18 dicembre 2020, il DBR ha annunciato un'indagine sul Comandante dell'Aeronautica delle Forze Armate dell'Ucraina Serhii Drozdov di atteggiamento per negligenza nei confronti dei doveri ufficiali, che aveva causato gravi conseguenze. Gli investigatori sospettavano che fosse stato permesso a una persona senza esperienza adeguata di pilotare l'aereo.
Il 22 dicembre 2020, il Tribunale di Pechersk Raion di Kiev ha preso in custodia il comandante dell'A-4104 militare Viacheslav Hlazunov per sospetto di negligenza e violazione delle regole di addestramento e di volo e il direttore di volo Oleksander Zhuk per sospetto di violazione della preparazione e delle regole di volo e negligenza, che avevano portato allo schianto dell'An-26 e alla morte di 26 militari.
Il 22 dicembre 2020, il tribunale di Pechersk Raion di Kiev ha rilasciato il comandante dell'aeronautica militare ucraina Serhii Drozdov per motivi personali, imponendogli di non lasciare la città, di notificare il cambio di residenza e di presentarsi su richiesta del tribunale, dell'ufficio del procuratore o dell'investigatore.
Il 3 maggio 2021, secondo il servizio stampa dell'Ufficio di Stato per le indagini, il tribunale di Pechersk Raion di Kiev aveva scelto misure cautelari sotto forma di arresti domiciliari notturni per 60 giorni per l'ex capo della KNAFU, il vice comandante dell'unità militare A4104 e il vice comandante dell'unità militare per l'addestramento al volo.